# Giovanni Sartori (calciatore)
Giovanni Sartori (Lodi, 31 marzo 1957) è un dirigente sportivo, allenatore di calcio ed ex calciatore italiano, di ruolo attaccante, responsabile dell'area tecnica del Bologna.
Calciatore professionista dalla seconda metà degli anni settanta fino a fine anni ottanta, Sartori ha totalizzato 7 presenze in Serie A, 89 presenze e 19 reti in Serie B e si è laureato Campione d'Italia col Milan nella stagione 1978-1979.
Dopo aver concluso la carriera agonistica al Chievo, è stato per oltre vent'anni direttore sportivo della squadra clivense, divenendo uno dei maggiori artefici del cosiddetto Miracolo Chievo.
Viene soprannominato amichevolmente Il Cobra da parte dei tifosi del Bologna, per via della sua abilità di saper osservare con discrezione tantissimi calciatori e cogliere, di conseguenza, il miglior prospetto al momento più opportuno.

## Carriera

### Giocatore
Sartori cresce calcisticamente nel Milan, esordisce in prima squadra il 22 giugno 1975 in Juventus-Milan 2-1 di Coppa Italia, entrando nel secondo tempo e segnando una rete. Nella stagione 1975-1976, i rossoneri lo cedono in prestito al Venezia, in Serie C. Coi lagunari segna le prime reti della sua carriera, 6 gol in 25 partite. Nel successivo campionato gioca con l'Udinese, sempre in C, 11 partite segnando 2 reti. Nella stagione 1977-1978 è capocannoniere del Bolzano, 11 marcature in 29 presenze.
Il Milan lo riprende nelle ultime partite di stagione, per impiegarlo in Coppa Italia, dove Sartori segna il gol del pari in Milan-Napoli, 10 maggio 1978. Nel campionato 1978-1979 debutta in Serie A, partecipa alla conquista del decimo scudetto del Milan. Sartori delude le aspettative: in sette partite non segna alcun gol. Da quel momento la carriera di Sartori subisce una significativa flessione. Al termine della stagione i rossoneri lo cedono alla Sampdoria.
Sartori gioca coi blucerchiati due stagioni in B. Nella prima (1979-1980) segna 9 reti in 27 partite, nella seconda (1980-1981) 2 sole marcature in 18 presenze. Nella stagione 1981-1982 segna 6 reti con la maglia della Cavese. L'annata successiva è all'Arezzo e disputa il suo ultimo campionato di Serie B 1982-1983,segnando in Milan-Arezzo 2-1. Nel 1983 va alla Ternana, in C1 e segna 3 gol in 21 partite.
Nell'estate del 1984 è acquistato dal Chievo, formazione Interregionale. Al primo campionato in maglia gialloblù segna 11 reti, mentre nella stagione di Campionato Interregionale 1985-1986 dà, con 17 marcature, un contributo per l'approdo in Serie C2. Il campionato Serie C2 1986-1987 è il primo del Chievo nei professionisti: Sartori gioca 28 partite, segna 5 gol, gli ultimi della sua carriera. Nel campionato di Serie C2 1987-1988 scende in campo 19 volte senza segnare. L'annata successiva partecipa alla promozione in Serie C1 dei clivensi nelle vesti di giocatore (9 presenze, nessun gol) e vice del tecnico Gianni Bui.

### Allenatore
Ritirato dall'attività agonistica nel 1989, è allenatore in seconda della squadra fino al campionato di Serie C1 1990-1991.

### Dirigente

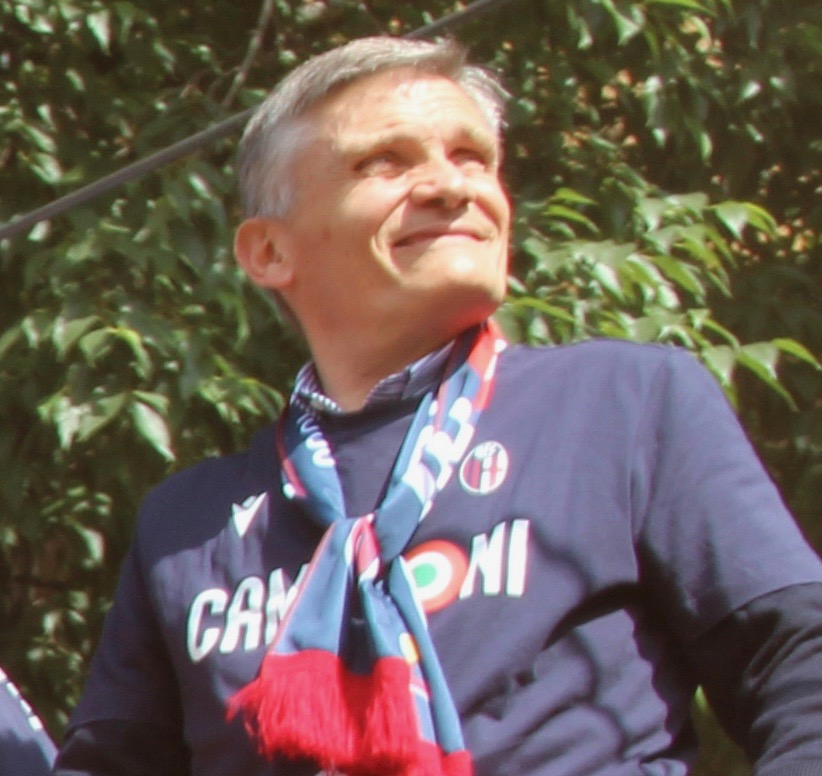
Sartori al Bologna nel 2025

Nel 1992, alla scomparsa di Luigi Campedelli di cui era consigliere personale, il nuovo presidente Luca Campedelli lo promuove a direttore sportivo del Chievo. Nel corso degli anni Sartori si impone come uno dei migliori dirigenti sportivi italiani, riuscendo frequentemente ad acquistare giocatori poi rivelatisi fondamentali per la squadra, pur non avendo a disposizione cifre faraoniche; punta inoltre più volte su giocatori dati per finiti o in declino (Corini, Corradi, Perrotta, Marchegiani, Bierhoff) o giovani sconosciuti (Amauri, Barzagli, Legrottaglie, Constant), poi tutti rigenerati dall'ambiente clivense.
Insieme al presidente Campedelli e al tecnico Luigi Delneri, nei primi anni duemila è tra gli artefici del Miracolo Chievo nato con la promozione in Serie A, a cui è seguita la presenza in pianta pressoché stabile del piccolo borgo veronese nella massima categoria nonché la partecipazione ai preliminari di Champions League, due partecipazioni alla Coppa UEFA e la vittoria di un Campionato Primavera. Il 7 luglio 2014, dopo oltre vent'anni nei quadri dirigenziali dei gialloblù, rassegna le proprie dimissioni dal club.
Il 1º agosto 2014 viene ingaggiato dall'Atalanta per ricoprire il ruolo di responsabile dell'area tecnica. Contribuirà a due qualificazioni all’Europa League e a tre qualificazioni alla Champions raggiungendo i quarti di finale nel 2019-2020 oltre a due finali di Coppa Italia perse.
Il 31 maggio 2022 diviene responsabile dell'area tecnica del Bologna. Lo stesso anno diventa socio azionario della Clivense, club dilettantesco veronese di Sergio Pellissier, ex bandiera del Chievo. Nella stagione 2023-2024 il Bologna, guidato da Thiago Motta, si qualifica per la Champions League a 60 anni dall’ultima volta.
In seguito al trasferimento del tecnico italo-brasiliano alla Juventus, la dirigenza rossoblù individua in Vincenzo Italiano il nome ideale per la panchina degli emiliani. Il 14 maggio 2025 il Bologna raggiunge un traguardo storico, battendo in finale il Milan per 1 a 0 e conquistando così la terza Coppa Italia, a 51 anni di distanza dalla precedente.

## Statistiche

### Presenze e reti nei club
| Stagione         | Squadra          | Campionato       | Campionato | Campionato | Totale | Totale |
| Stagione         | Squadra          | Comp             | Pres       | Reti       | Pres   | Reti   |
| ---------------- | ---------------- | ---------------- | ---------- | ---------- | ------ | ------ |
| 1974-1975        | Milan            | A                | 0          | 0          | 0      | 0      |
| 1975-1976        | Venezia          | C                | 25         | 6          | 25     | 6      |
| 1976-1977        | Udinese          | C                | 11         | 2          | 11     | 2      |
| 1977-1978        | Bolzano          | C                | 29         | 11         | 29     | 11     |
| 1978-1979        | Milan            | A                | 7          | 0          | 7      | 0      |
| Totale Milan     | Totale Milan     | Totale Milan     | 7          | 0          | 7      | 0      |
| 1979-1980        | Sampdoria        | B                | 27         | 9          | 27     | 9      |
| 1980-1981        | Sampdoria        | B                | 18         | 2          | 18     | 2      |
| Totale Sampdoria | Totale Sampdoria | Totale Sampdoria | 45         | 11         | 45     | 11     |
| 1981-1982        | Cavese           | B                | 26         | 6          | 26     | 6      |
| 1982-1983        | Arezzo           | B                | 18         | 2          | 18     | 2      |
| 1983-1984        | Ternana          | C1               | 21         | 3          | 21     | 3      |
| 1984-1985        | Chievo           | D                | 29         | 11         | 29     | 11     |
| 1985-1986        | Chievo           | D                | 29         | 17         | 29     | 17     |
| 1986-1987        | Chievo           | C2               | 28         | 5          | 28     | 5      |
| 1987-1988        | Chievo           | C2               | 18         | 0          | 18     | 0      |
| 1988-1989        | Chievo           | C2               | 9          | 0          | 9      | 0      |
| Totale Chievo    | Totale Chievo    | Totale Chievo    | 113        | 33         | 113    | 33     |
| Totale carriera  | Totale carriera  | Totale carriera  | 295        | 74         | 295    | 74     |

## Carriera in sintesi
- 1992-2014: Chievo - Direttore sportivo
- 2014-2022: Atalanta - Responsabile dell'area tecnica
- 2022-: Bologna - Responsabile dell'area tecnica

## Palmarès

### Giocatore
- Campionato italiano: 1

Milan: 1978-1979
- Campionato Interregionale: 1

Paluani Chievo: 1985-1986 (girone C)
- Campionato italiano Serie C2: 1

Chievo: 1988-1989 (girone B)